# Kanton Forbach
Kanton Forbach (fr. Canton de Forbach) je francouzský kanton v departementu Moselle v regionu Grand Est. Tvoří ho sedm obcí. Před reformou kantonů 2014 ho tvořilo pouze město Forbach.

## Historie
Kanton byl vytvořen 24. prosince 1984 z částí bývalých kantonů Forbach-I a Forbach II. Do roku 2015 patřily do kantonu Forbach pouze části obce Forbach. S reorganizací kantonů ve Francii v roce 2015 se počet obcí zvýšil na 7. Kromě předchozí oblasti pocházely z bývalého kantonu zbývající části měst Forbach, Cocheren, Morsbach, Œting a Rosbruck. Behren-Lés-Forbach, stejně jako Petite-Rosselle a Schœneck z bývalého kantonu Stiring-Wendel.

## Geografie
Kanton se nachází v severní polovině departmentu Moselle na hranici s Německem.

## Obce kantonu
- Cocheren
- Forbach
- Morsbach
- Œting
- Petite-Rosselle
- Rosbruck
- Schœneck